# Rosa Pagès Pallisé
Rosa Pagès Pallisé (Reus, 1967) és una escriptora catalana.

## Llibres
- Kohai. Reus: Sàpigues i Entenguis Produccions, 1985
- Els camins de l'aigua. Tarragona: El Mèdol, 1990
- Binomis. Tarragona: La Gent del Llamp, 1995
- Un enigma a la cuina (juvenil, amb Mariona Quadrada). Barcelona: Eumo, 1998
- Llibre de plagis. Tarragona: Arola, 1999
- Històries trobades (amb Mariona Quadrada). Reus: La Medusa Edicions, 2001
- M'he descuidat de dir-te gràcies. Cerdanyola del Vallès: UAB, 2004. Premi de Novel·la Valldaura-Memorial Pere Calders 2004.
- La veïna i altres animals domèstics. Valls: Cossetània, 2009. Premi Ribera d'Ebre de narrativa 2008.
- Àngels de pedra. Valls: Cossetània, 2010. Premi de Novel·la Vila d'Ascó 2009.
- L'error. Andorra, 2014, Premi Carles Borromeu
- Negra. Manacor: Món de Llibres, 2016. Premi de Novel·la Ciutat de Manacor
- "Totes les veus que m'acompanyen", dins el recull Assassins del Camp. Barcelona, Llibres del Delicte, 2018.
- Han entrat a casa. Lleida: Pagès Editors, col. Lo Marraco, 2017. Premi Ciutat de Mollerussa 2017
- Xocolata i mosques. Barcelona: Barcanova, col. Pluja de Llibres, 2019